# Seznam zápasů salvadorské fotbalové reprezentace na MS
Salvadorská fotbalová reprezentace byla celkem 2x na mistrovstvích světa ve fotbale a to v letech 1970, 1982.
- Aktualizace po MS 1982 - Počet utkání - 6 - Vítězství - 0x - Remízy - 0x - Prohry - 6x

| Číslo | Soupeř        | Výsledek | MS      | Fáze turnaje       | Góly Salvadoru      |
| ----- | ------------- | -------- | ------- | ------------------ | ------------------- |
| 1.    | Belgie        | 0 – 3    | MS 1970 | základní skupina A |                     |
| 2.    | Mexiko        | 0 – 4    | MS 1970 | základní skupina A |                     |
| 3.    | Sovětský svaz | 0 – 2    | MS 1970 | základní skupina A |                     |
| 4.    | Maďarsko      | 1 – 10   | MS 1982 | základní skupina 3 | Luis Ramírez Zapata |
| 5.    | Belgie        | 0 – 1    | MS 1982 | základní skupina 3 |                     |
| 6.    | Argentina     | 0 – 2    | MS 1982 | základní skupina 3 |                     |